# Angela's Ashes
Angela's Ashes és una pel·lícula de 1999 dirigida per Alan Parker i coproduïda pel Regne Unit, Irlanda i els Estats Units, segons la novel·la autobiogràfica homònima de Frank McCourt.

## Argument
Basada en el best seller autobiogràfic de Frank McCourt. Angela i Malachy McCourt abandonen Nova York en l'època de la Gran Depressió (anys 30) i tornen a la seva Irlanda natal. Però la seva situació no millora: finalment abandonada per un marit que es mostra incapaç de trobar feina i que gasta la seva paga al pub les rares vegades que troba una petita feina, Angela s'ha de barallar per educar els seus fills durant la gran depressió i la crisi que segueix la independència d'Irlanda. A base de subsidis i caritat Angela les hi anirà arreglant per mantenir els seus quatre fills.

## Repartiment
- Emily Watson: Angela McCourt
- Robert Carlyle: Malachy, el pare
- Joe Breen: Frank, de nen
- Ciaran Owens: Frank adolescent
- Michael Legge: Frank adult
- Ronnie Masterson: àvia Sheehan
- Pauline Mclynn: tia Aggie
- Liam Carney: oncle Pa Keating
- Eanna MacLiam: oncle Pat
- Andrew Bennett: el narrador (veu)
- Shane Murray-Corcoran: Malachy, de nen
- Devon Murray: Malachy adolescent
- Peter Halpin: Malachy adult
- Shane Smith: Michael adolescent
- Tim O'Brien: Michael adult

## Crítica
"Parker torna a caure en la retòrica visual, aquesta closca oportunista, abrillantada i enganyosa que és el cinema quan és reduït a una traçuda estratagema ornamental i insubstancial parasitària de la literatura. Dolor sense enfocament moral poderós, tractat tovament"

## Al voltant de la pel·lícula[calcitació]
- El rodatge s'ha desenvolupat als estudis Ardmore, així com a Arklow, Bray, Cobh, Cork, Dublín i Limerick, a Irlanda.
- Les fotos utilitzades pel cartell de la pel·lícula i la coberta del llibre han estat fetes pel fotògraf Bill Kaye.
- Destacar, una petita aparició del director en el paper del doctor Campbell.

## Banda original[calcitació]
- The Dipsy Doodle, interpretada per Nat Gonella
- Pennies from Heaven, interpretada per Billie Holiday
- Three Babies, interpretada per Sinéad O'Connor

## Premis i nominacions[calcitació]

### Premis
- Millor pel·lícula i vestuari als Irish Film and Television Awards 2000.
- Premi del públic en el Festival Internacional de Cinema de Karlovy Vary el 2000.

### Nominacions
- Oscar a la millor banda sonora el 1999.
- BAFTA a la millor fotografia
- BAFTA a la millor actriu per Emily Watson 2000.
- Globus d'Or a la millor banda sonora original 2000.